# Richard Mulhern
Richard Sidney Mulhern (* 1. März 1955 in Edmonton, Alberta) ist ein ehemaliger kanadischer Eishockeyspieler, der im Verlauf seiner aktiven Karriere zwischen 1973 und 1981 unter anderem 310 Spiele für die Atlanta Flames, Los Angeles Kings, Toronto Maple Leafs und Winnipeg Jets in der National Hockey League (NHL) auf der Position des Verteidigers bestritten hat.

## Karriere
Mulhern verbrachte zwischen 1973 und 1975 eine überaus erfolgreiche Juniorenzeit bei den Castors de Sherbrooke in der Ligue de hockey junior majeur du Québec (LHJMQ). Nachdem er ab dem Herbst 1973 zunächst die Boston University besucht hatte, dort aber nicht für die Universitätsmannschaft Eishockey gespielt hatte, schloss er sich im Verlauf der Saison 1973/74 nach seiner Rückkehr nach Kanada den Castors an. Bereits in seinem Rookiejahr sammelte der Offensivverteidiger in 40 Spielen 45 Scorerpunkte und wurde ins Second All-Star Team der Liga berufen. Den Wert von 45 Punkten verdoppelte er in der folgenden Saison, wofür er 70 Einsätze benötigte. Zudem ließ er in 13 Playoff-Partien weitere 20 Punkte folgen, als Sherbrooke angeführt von Claude Larose in dominanter Manier die Coupe du Président gewann. Mulhern wurde zudem ins First All-Star Team der Liga gewählt und nahm mit dem Team am prestigeträchtigen Memorial Cup teil. Anschließend wurde er im NHL Amateur Draft 1975 an achter Gesamtposition von den Atlanta Flames aus der National Hockey League (NHL) ausgewählt. Ebenso zogen ihn die Houston Aeros aus der zu dieser Zeit mit der NHL konkurrierenden World Hockey Association (WHA) ebenfalls in der ersten Runde an 15. Stelle.
Im Sommer 1975 wurde Mulhern von den Atlanta Flames mit einem Profivertrag ausgestattet und stand zum Saisonbeginn 1975/76 im NHL-Aufgebot Atlantas. Da der junge Abwehrspieler in den ersten sechs Einsätzen aber punktlos blieb, wurde er daraufhin zum Farmteam Tulsa Oilers in die Central Hockey League (CHL) geschickt, wo die Saison mit dem Gewinn des Adams Cup einen versöhnlichen Abschluss fand. Mit Beginn des Spieljahres 1976/77 stand der Kanadier dann dauerhaft im Kader der Flames. Er sammelte in den ersten 43 Spielen 32 Scorerpunkte und zog damit erste Vergleich zu Bobby Orr auf sich. In den folgenden 36 Spielen war er aber an nur noch zwölf weiteren Toren direkt beteiligt und auch in der Folge erwiesen sich die gezogenen Vergleiche als haltlos, da er die 44 Punkte aus seinem ersten Jahr in der Liga nie wieder annähernd erreichte. Im Januar 1979 trennten sich die Flames in einem Transfergeschäft von ihrer einstigen Draftwahl. Gemeinsam mit einem Zweitrunden-Wahlrecht im NHL Entry Draft 1980 wurde er an die Los Angeles Kings abgegeben, die als Kompensation Bob Murdoch und ebenfalls ein Zweitrunden-Wahlrecht desselben Drafts nach Atlanta schickten.
In Diensten der Kings stand der Verteidiger allerdings nur 13 Monate, in denen er aber nur 52-mal für das Franchise auflief. Aufgrund einer Rückenoperation im Mai 1979 stand er in der ersten Hälfte der Saison 1979/80 nur sporadisch im Aufgebot der Kings und wurde im Februar 1980 über die Waiver-Liste von den Toronto Maple Leafs ausgewählt, die damit seinen laufenden Vertrag übernahmen. Sie beschäftigten Mulhern bis zum Saisonende. Zum Start der Spielzeit 1980/81 schickten sie ihn dann in die CHL zu ihrem Kooperationspartner Dallas Black Hawks, wo er bis Anfang Dezember 1980 20-mal auf dem Eis stand. Daraufhin wurde er an die Winnipeg Jets verkauft, womit er in die NHL zurückkehrte. Nach 19 NHL-Einsätzen bis zum Saisonende beendete Mulhern im Sommer 1981 im Alter von 26 Jahren seine Karriere als Aktiver.

## Erfolge und Auszeichnungen
- 1974 LHJMQ Second All-Star Team
- 1975 Coupe-du-Président-Gewinn mit den Castors de Sherbrooke
- 1975 LHJMQ First All-Star Team
- 1976 Adams-Cup-Gewinn mit den Tulsa Oilers

## Karrierestatistik
(Legende zur Spielerstatistik: Sp oder GP = absolvierte Spiele; T oder G = erzielte Tore; V oder A = erzielte Assists; Pkt oder Pts = erzielte Scorerpunkte; SM oder PIM = erhaltene Strafminuten; +/− = Plus/Minus-Bilanz; PP = erzielte Überzahltore; SH = erzielte Unterzahltore; GW = erzielte Siegtore; 1 Play-downs/Relegation; Kursiv: Statistik nicht vollständig)